# Grandpa Elliott
Elliott Small, meglio conosciuto come Grandpa Elliott (New Orleans, 10 luglio 1944 – Jefferson, 8 marzo 2022), è stato un musicista statunitense di strada a New Orleans.
È ricordato per la sua collaborazione con la fondazione Playing for Change.

## Biografia
Il suo debutto con i Playing for Change è avvenuto con la cover di "Stand by Me", per poi prendere parte ad altri video, come "(Sittin' on) the Dock of the Bay", Sugar Sweet e Feliz Navidad . Ha partecipato al programma televisivo The Tonight Show e al The Colbert Report. È un'icona a Royal Street, nel quartiere francese, e al Jackson Square di New Orleans. Si è esibito davanti a una folla di più di 40.000 persone al Dodger Stadium, il 30 giugno 2009, suonando "Star Spangled Banner" con l'armonica e "God Bless America." Il suo album di debutto da solista, Sugar Sweet, è stato pubblicato il 3 novembre 2009.